# Воротечний
Воротечний — струмок (річка) в Україні у Великоберезнянському районі Закарпатської області. Ліва притока річки Ужа (басейн Дунаю).

## Опис
Довжина струмка приблизно 3,01 км, найкоротша відстань між витоком і гирлом — 2,64  км, коефіцієнт звивистості річки — 1,14 . Формується декількома струмками.

## Розташування
Бере початок на північно-західній схилах безіменної гори (920,6 м). Тече переважно на північний захід через урочище Дуброва і у селі Жорнава впадає у річку Уж, ліву притоку річки Лаборцю.

## Цікаві факти
- У селі Жорнава струмок перетинає автошлях Н13[1][3] (автомобільний шлях національного значення на території України, Львів — Самбір — Ужгород. Проходить територією Львівської та Закарпатської областей.) та залізнична дорога Ужгородської дирекції Львівської залізниці[1].